# Vešenik
Vešenik – wieś w Słowenii, w gminie Slovenske Konjice. W 2018 roku liczyła 430 mieszkańców.